# Церква Вознесіння Господнього (Знесіння)
Церква Вознесіння Господнього — греко-католицький храм у Львові, у місцевості Старе Знесіння. Споруджений на місці давнішого дерев'яного, що походив із початку XVII століття.

## Дерев'яна церква
Ймовірно на місці давнього святилища на Знесінні за Високим замком була закладена церква, від якої отримало назву поселення. Найстарішу відому будівлю храму звели в 1602 році й вона згоріла під час облоги Львова. Із найдавніших документів, що стосуються церкви, наразі відомі лише два документи з 1687 і 1758 років, а саме підтвердження її привілеїв і призначення нових священників. 
Відбудована дерев'яна церква простояла до 1901 року, коли на її місці звели сьогоднішній мурований храм. Але залишився опис і зображення старої церкви із середини XIX століття. Стіни церкви були розмальовані батальними сценами, було два бічні вівтарі з «образа́ми», покритими срібними золоченими шатами. Першим дослідником, що звернув увагу на цінність пам'ятки, був австрійський археолог Адольф Вольфскрон, який опублікував 1858 року рисунок і план у віденському виданні у статті про дерев'яні церкви Моравії, Сілезії, Угорщини та Галичини. У тому ж році опис мистецьких пам'яток подав Феліціан Лобеський у газеті «Rozmaitości» (додаток до часопису «Gazeta Lwowska»). Пізніше у своїх працях церкву згадували зокрема Федір Білоус (подав рисунок за Вольфскроном), Юзеф Лепковський, Казимир Мокловський, Богдан Януш, Михайло Драган. Оскільки в середині XIX століття церква перебувала в поганому технічному стані, з'явилися плани будівництва нової.

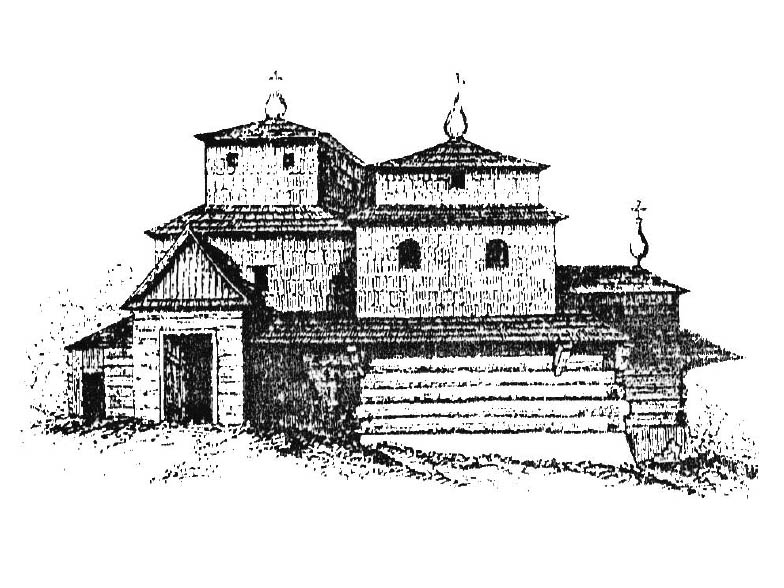
Малюнок старої церкви (опублікований А. Вольфскроном 1858 р.)

Іконографія дозволяє скласти певне уявлення про храм. Він був тридільним, двоверхим, орієнтованим на осі південь-північ із входом з півдня. Складався з прямокутної нави, такої ж ширини квадратного бабинця з присінком та дещо вужчої прямокутної вівтарної частини. Нава і бабинець були увінчані четвериками з архаїчними низькими наметовими дахами; верх над бабинцем виконував функцію дзвіниці. Дах над вівтарною частиною — двосхилий. Уся будівля по периметру була оточена піддашшям. Інвентарний опис другої половини XIX ст. подає перелік окремих будівель на церковній території: дерев'яний будинок («монастир») із чотирма кімнатами; кухня (або пекарня) з житловою кімнатою; стайня; ще одна будівля, що поєднувала комору, возівню і стайню; хлів; стодола. Усі дерев'яні, криті гонтом або соломою і переважно в поганому стані.
Інтер'єр церкви був розписаний сюжетами зі Старого та Нового Заповіту. За іконостасом була ікона «Розп'яття з ктиторами» від 1701 року. Біля вівтаря розміщувались також ікони історичного змісту. До нашого часу збереглись фрагменти високомистецької ікони «Вознесіння Господнє» від 1652 року, свого часу розміщену перед іконостасом. Церква посідала дзвін, датований 1557 роком, що походив з іншого, давнішого храму. Тут зберігали рукописне Євангеліє 1603 року, писане священником Захарієм зі Знесіння.

## Сучасний храм

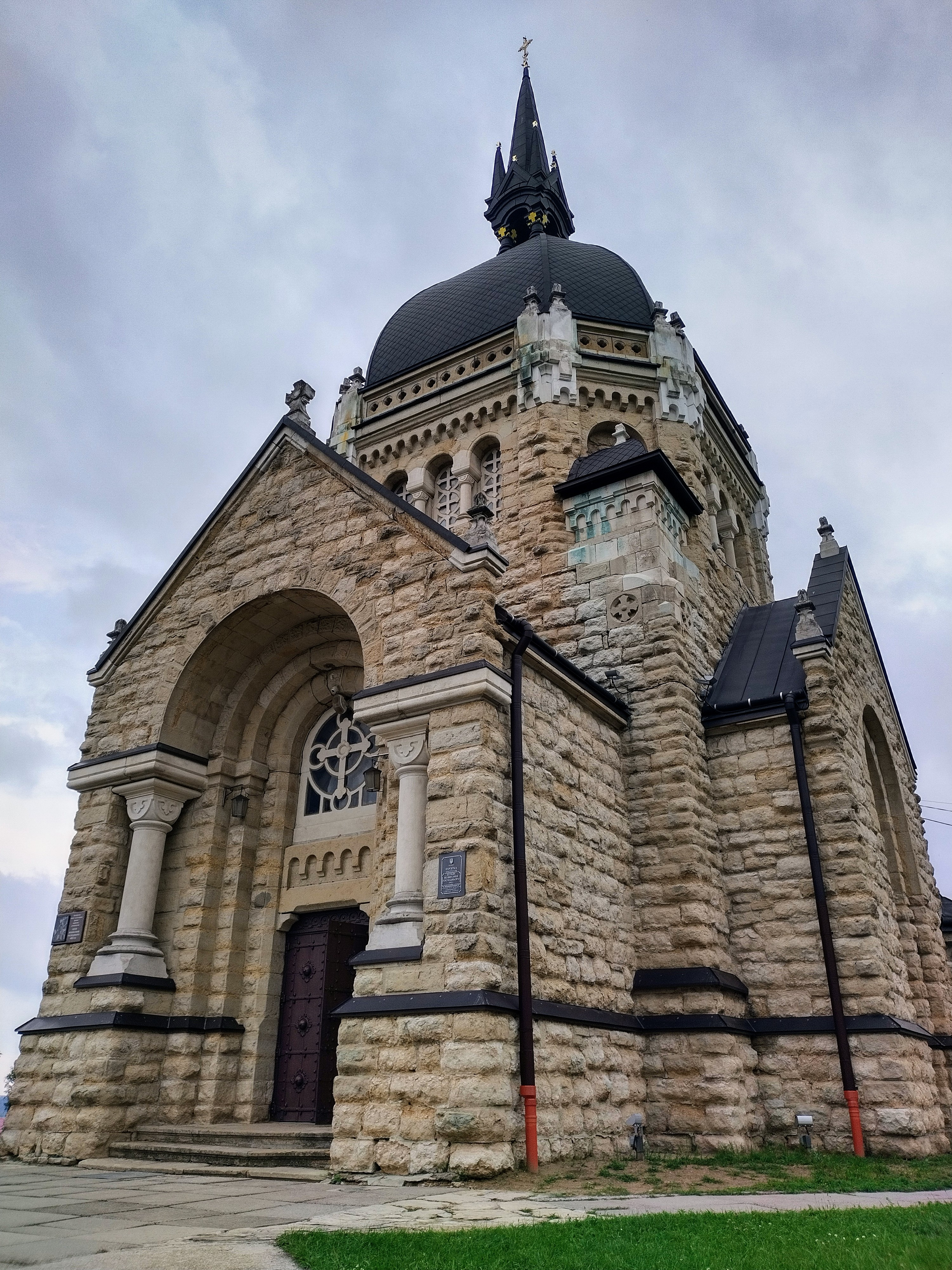
Церква Вознесіння ГНІХ (серпень 2022)

Відомо про плани 1888 року про будівництво нового храму за проєктом Василя Нагірного. З невідомих причин цього не відбулося. Новий проєкт виконав Владислав Галицький і реалізував протягом 1897—1901 років. Стару церкву зруйнували не відразу. Її поступово оббудовували новими стінами і розібрали після завершення будівництва. 1922 року над входом до церковного подвір'я збудували стрільчасту неоготичну арку, а пізніше у 1924 році — стінну двоярусну дзвіницю з півциркульними арковими прорізами для дзвонів.
Храм розміщений на високому пагорбі. У плані має форму хреста зі слабо вираженими раменами. Увінчаний одним великим восьмериком із куполом, вкритим бляхою, та високою бляшаною сигнатуркою, разом із якою загальна висота сягає 31 м. Матеріалом послужила цегла, зовні обмурована грубо обробленим пісковиком, який добували поблизу. Для архітектурних елементів застосовано дрібнозернистий пісковик із села Демні, що поблизу Миколаєва.
В інтер'єрі є низький одноярусний іконостас із різьбленими царськими та дияконськими вратами. Серед намісних ікон — дві, писані на дереві, різняться за манерою виконання. Їх автором ймовірно був монах Святоіванівської студитської лаври на Знесінні Рафаїл Хомик (перша половина XX ст., монограма «Х. Р.» на образі св. Миколи). Престоли перед іконостасом та бічним вівтарем (при південній стіні) оздоблені рельєфами Андрія Коверка. Цьому ж авторові належить кафедра під головним престолом, та рельєф «Добрий Пастир» у головній наві. Південний вівтар містить образ Христа, написаний Антоном Манастирським. Північний бічний вівтар містить образ Матері Божої-Елеуси початку XVIII століття, що походить із церкви-попередниці. Ікона виконана 1701 року, підписана на звороті монограмою «A.I.M.» або «A.L.M», що можливо розшифровується як «Александер Ляніцький маляр». Стіни храму вкриті сучасними розписами із сюжетами переважно з Нового Заповіту.